# Villanova (Corse-du-Sud)
Villanova település Franciaországban, Corse-du-Sud megyében. Lakosainak száma 397 fő (2022. január 1.). Villanova Ajaccio és Alata községekkel határos.

## Népesség
A település népessége az elmúlt években az alábbi módon változott:
| Lakosok száma | 102  | 171  | 240  | 345  | 351  | 358  | 362  | 389  | 403  | 397  |
|               | 1968 | 1982 | 1990 | 2006 | 2013 | 2015 | 2017 | 2019 | 2020 | 2022 |